# Phytomia noctilio
Phytomia noctilio är en tvåvingeart som först beskrevs av Speiser 1924.  Phytomia noctilio ingår i släktet Phytomia och familjen blomflugor.
Artens utbredningsområde är Kongo. Inga underarter finns listade i Catalogue of Life.